# 梅斯区
梅斯区（法語：Arrondissement de Metz）是法国大東部大區摩泽尔省的一个区，在2015年的区改革中由前梅斯乡区和梅斯城区合并而成。该区辖有139个市镇 。 